# Donato Bramante
Donato di Pascuccio d'Antonio, cunoscut sub numele de Bramante (n. 1444, Fermignano, Marchia Anconitana, Statele Papale – d. 11 aprilie 1514, Roma, Statele Papale), a fost un pictor și arhitect italian, considerat, alături de Michelangelo și Rafael, una dintre cele mai mari personalități artistice ale Renașterii italiene.

## Biografie
S-a născut în Monte Asdrualdo (azi Fermignano), lângă Urbino, dintr-un tată sărac, dar de familie bună. De mic copil a învățat să scrie și să citească. A fost de asemenea foarte bun la aritmetică. Tatăl, care avea nevoie ca el să câștige, văzând cât de talentat la desen era copilul său, l-a îndrumat încă de mic spre meșteșugul picturii. În anul 1477 deja lucra ca pictor. Plăcându-i însă arhitectura și perspectiva, Bramante a plecat în Lombardia, unde mergea dinr-un oraș într-altul, pentru a lucra. De aici a plecat la Milano, pentru a studia Domul din Milano, iar apoi la Roma și Napoli, unde a studiat clădirile antice și realizat câteva din operele sale. În 1503 a fost ales arhitect al scaunului papal de papa Iuliu al II-lea.
Bramante era un om vesel, căruia îi plăcea să fie de folos aproapelui său. Era prietenul oamenilor de talent pe care îi ocrotea, așa cum a făcut cu Rafael Sanzio din Urbino. A dus o viață vrednică de cinste și plină de strălucire. Iubea poezia și o asculta cu plăcere. S-a bucurat în timpul vieții de o faimă uriașă, iar după moarte de una și mai mare.
A murit în 1514, fiind înmormântat la biserica Sfântul Petru, fiind însoțit în ultimul său drum de întreaga curte papală și de toți sculptorii, pictorii și arhitecții din Roma.

## Operă
S-a format ca artist în orașul său natal, dar a început să lucreze la Mantova, Milano, Roma. Până în 1476, Bramante rămâne la Urbino, unde este elevul fratelui Carnevale și devine pictor specializat în construirea unui spațiu arhitectonic ca fond al unei scene. Intră în contact cu prospectiva și clasicismul lui Leon Battista Alberti, Andrea Mantegna, Piero della Francesca, Luca Signorelli și Melozzo din Forlì, ca și cu producțiile artistice ale unor centre ca Perugia, Ferrara, Mantova, Padova. Este probabil să fi lucrat la Palatul Ducal al lui Federico da Montefeltro proiectat de Luciano Laurana (în Cappella del Perdono),iar după 1472 îl cunoaște pe Francesco di Giorgio.
Influența lui Melozzo din Forlì se manifestă mai ales în operele milaneze. Studiul anticelor edificii clasice și discuțiile cu Leonardo, l-au îndreptat către folosirea formelor arhitectonice clasice, cu scopul de a crea echilibru și armonie. Un exemplu se regăsește în concepția sa despre orașul ideal, care rezultă un fel de manifest al noii arhitecturi milaneze, din plin renascentistă.
Ca arhitect, Bramante a fost primul care a reușit să recreeze un edificiu care să conțină toate caracteristicile clasice, astfel încât a putut fi luat ca model și de către contemporanii săi.

### Pictură
- Învierea lui Hristos - Biserica Santa Maria delle Grazie, Milano
- Moartea Sfinților Petru și Pavel - Biserica San Francesco, Milano

### Arhitectură
- Galeria acoperită a Mânăstirii della Pace-Napoli
- Palatul cardinalului Adriano da Corneto-Borgo Nuovo
- Palat-San Biagio sul Tevere
- Tempieto - Biserica Sf. Petru-Montorio
- Curtea principală a palatului Vatican
- Reconstrucția Bazilicii Sf. Petru

## Citate
„Mergând pe urmele lui Filippo Brunelleschi, Bramante le-a croit urmașilor săi o cale sigură în arhitectură, arta în care el s-a dovedit a fi nu numai un teoretician înflăcărat, priceput, genial și savant, ci și un practician, stăpân pe cea mai înaltă experiență.”